# Осінь. Дорога в селі
«Осінь. Дорога в селі» (рос. Осень. Дорога в деревне) — картина російського живописця Ісаака Левітана, написана в 1877 році. Вона написана олією на полотні, розмір — 66 × 44 см. Картина є частиною зібрання  Державної Третьяковської галереї в Москві.

## Опис
Похмурий день пізньої осені. Сильні дощі розмили ґрунтову сільську дорогу. Смуга дороги ділить нижню частину картини майже точно навпіл. У правому краю дороги величезна калюжа. Багато художників, зображуючи спокійну воду в своїх картинах, любили використовувати її віддзеркалювальний ефект. Тут Левітан користується тим же прийомом. По обидва боки дороги розташовані селянські хати.